# 安杰莉卡·希曼斯卡
安杰莉卡·希曼斯卡（波蘭語：Angelika Szymańska，1999年10月16日—），波兰女子柔道运动员，2023年欧洲柔道锦标赛女子63公斤级铜牌得主、2024年世界柔道锦标赛女子63公斤级银牌得主。